# Petras Auštrevičius

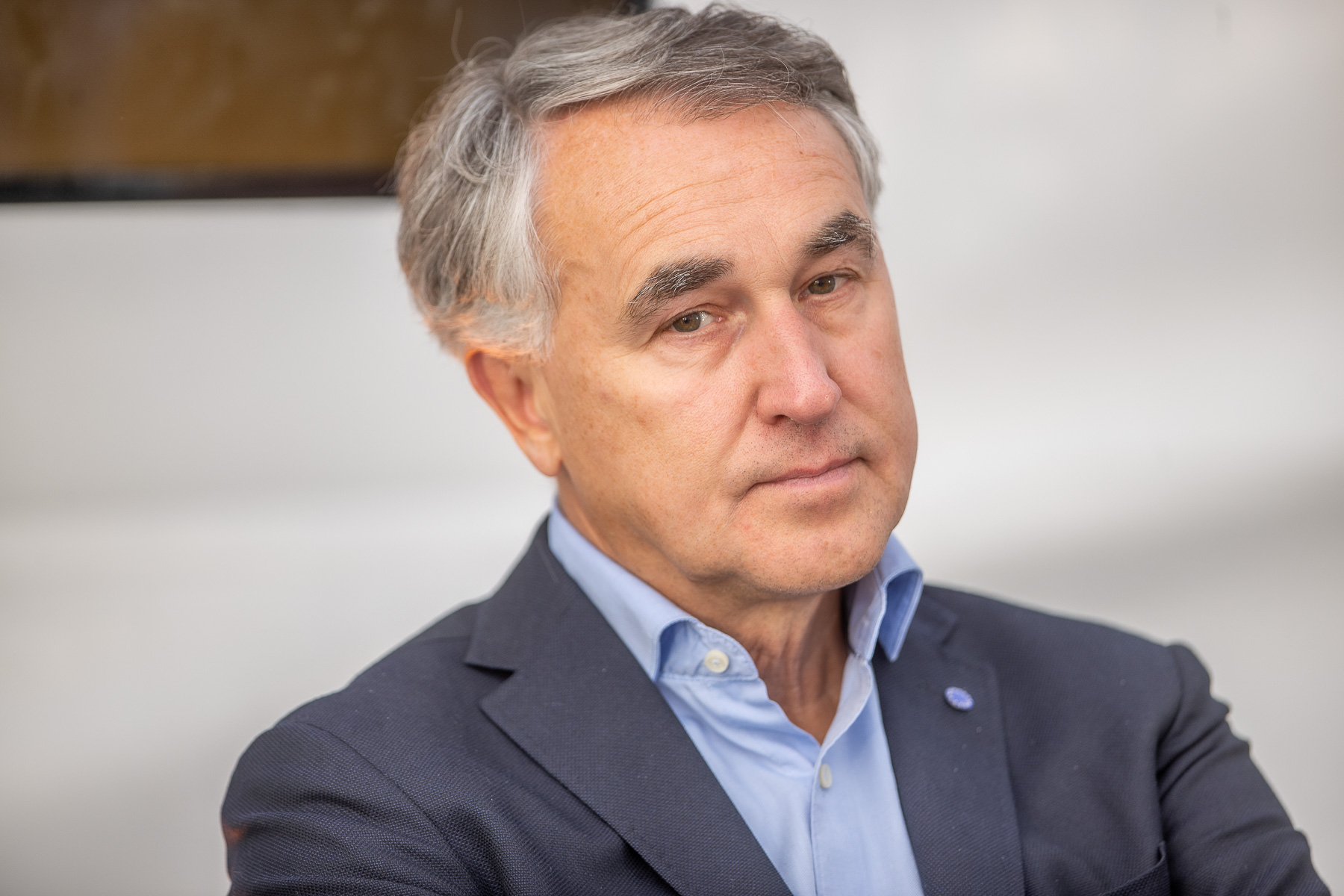

Petras Auštrevičius (* 16. Mai 1963 in Juodšiliai, Rajongemeinde Vilnius, Litauische SSR, Sowjetunion) ist ein litauischer liberaler Politiker und Mitglied im Europaparlament. Er war stellvertretender Parlamentspräsident im Seimas und ein litauischer Diplomat. 

## Leben
Auštrevičius studierte von 1981 bis 1986 Ökonomie an der Universität Vilnius. Nach wissenschaftlicher Arbeit an der Akademie der Wissenschaften Litauens folgte Tätigkeit im Außenministerium Litauens. 1992 folgte ein Studienaufenthalt zum Thema Diplomatie im Hoover-Institut. 1993 wurde er mit dem Aufbau der litauischen Botschaft in Finnland betraut, 1994 wurde er hier zum Botschafter berufen. 1998 wurde er Koordinator bei den Beitrittsverhandlungen zur EU, 1999 litauischer Regierungskanzler, ab 2001 Chefunterhändler in dieser Angelegenheit. Seit 2004 ist er Abgeordneter im Seimas, zunächst als Mitglied der Liberalų ir centro sąjunga, ab 2005 als Vorsitzender der durch Abspaltung entstandenen Lietuvos Respublikos liberalų sąjūdis.
2008 wurde er als Parteivorsitzender von Eligijus Masiulis abgelöst. Bei den Parlamentswahlen in Litauen 2008 gelang der LRLS ein unerwarteter Achtungserfolg mit 5,72 % der Stimmen. Auštrevičius wurde zwar nicht Als Direktkandidat gewählt, kam aber per Listenplatz wieder in das Parlament. Von 2013 bis 2014 war er stellvertretender Vorsitzender des Seimas. Seit Juni 2014 ist er Mitglied im Europaparlament.
Er gehört zu den 89 Personen aus der Europäischen Union, gegen die Russland im Mai 2015 ein Einreiseverbot verhängt hat.
2022 wurde er mit dem Verdienstorden der Ukraine vom ukrainischen Präsidenten Wolodymyr Selenskyj ausgezeichnet.
Er ist in der 10. Legislaturperiode (2024–2029) Mitglied im Vorstand seiner Fraktion Renew Europe, Mitglied im Ausschuss für auswärtige Angelegenheiten, im Unterausschuss Menschenrechte und im Unterausschuss für Sicherheit und Verteidigung sowie stellvertretendes Mitglied im Ausschuss für internationalen Handel.